# تسلل (فلم)
تسلل هو فيلم خيال علمي أميركي أنتج عام 2005 من إخراج روب كوهين كتبه دبليو دي ريختر من بطولة جوش لوكاس وجيسيكا بيل وجيمي فوكس وسام شيبارد وجو مورتون وريتشارد روكسبورج . تناول الفيلم سلاحاً جديداً انضم خلال العقود الأخيرة إلى أسلحة الطيران الحربي وأصبح دوره يتنامى العام تلو الآخر، وهو «الطائرة دون طيار». لكن يضع الفيلم سيناريو آخر لإحدى الطائرات التي يقودها كمبيوتر متطور من غير طيار، ويُصاب الكمبيوتر بخلل فيتحرك دون أي سيطرة مهدداً العالم بحرب عالمية ثالثة، وتُرسل القيادة فريقاً من الطيارين لإعادة الأمور إلى نصابها الصحيح.
كلف الفيلم الذي انتجته كولومبيا بيكتشرز في 29 يوليو 2005، 135 مليون دولار أميركي، وكان قنبلة شباك التذاكر حيث لم تتجاوز إيراداته 76 مليون دولار في جميع أنحاء العالم، وهي واحدة من أسوأ الخسائر في تاريخ السينما بواقع 111 مليون دولار.  

## الطاقم
- جوش لوكاس في دور الملازم بن غانون
- جيسيكا بيل في دور كارا ويد
- جيمي فوكس بدور هنري بورسيل
- سام شيبارد في دور النقيب. جورج كامينغز
- جو مورتون في دور النقيب. ديك مارشفيلد
- إيبون موس باخراش في دور تيم
- ريتشارد روكسبورج في دور الدكتور كيث أوربت
- ديفيد أندروز في دور راي
- وينتوورث ميلر كصوت لل EDI

## تقنيات مميزة
أنتج حديثاً في الألفية الثالثة، لهذا لا تبدو المؤثرات البصرية العالية شيئاً غريباً أو مبهراً.

## روابط خارجية
- مقالات تستعمل روابط فنية بلا صلة مع ويكي بيانات